# Joe Murray

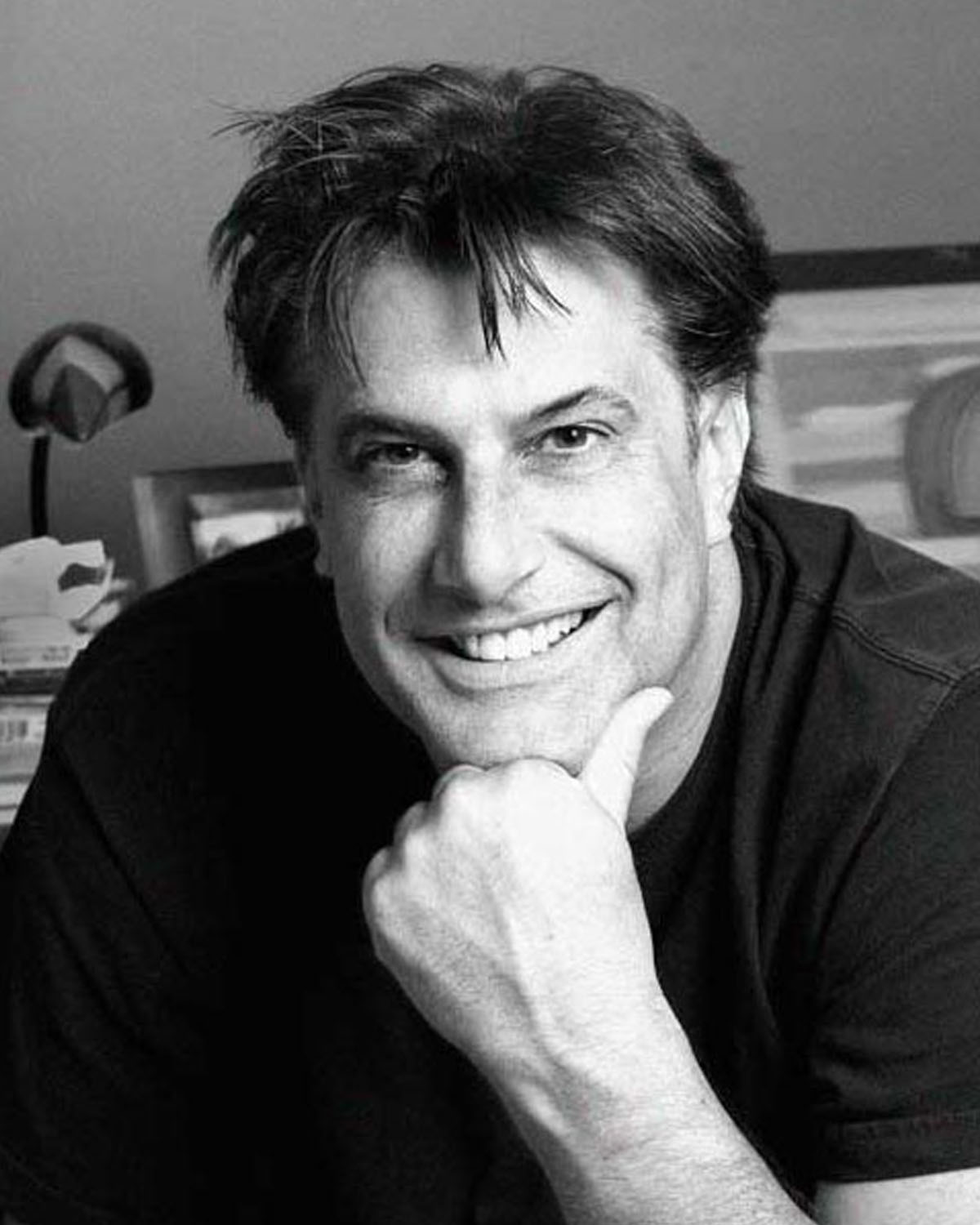
Joe Murray

Joseph David „Joe“ Murray (* 3. Mai 1961 in San José, Kalifornien) ist ein US-amerikanischer Animator. Er schuf die Zeichentrickserien Rockos modernes Leben und Camp Lazlo.

## Biografie
Seit Joe Murray 16 war, arbeitete er als Künstler. Später war er politischer Karikaturist für eine Zeitung in San José. Er wurde als Designer einer Agentur eingestellt und investierte seinen Lohn in selbstproduzierte Animationsfilme. Mit 20 Jahren gründete Murray seine Zeichentrickfirma Murray Studios. Seine ersten Animationsfilmversuche stammen aus dem Jahr 1986, als er am California Institute of the Arts studierte. Murrays erfolgreichster Animationsfilm trug den Titel The Chore. Der zweiminütige Film wurde im Jahr 1987 produziert und brachte ihm 1989 den Student Academy Award.
Seit 1988 arbeitete Murray für MTV als Animator für Werbespots. 1991 verließ er MTV, in der Hoffnung seine eigenen Projekte voranzutreiben. Für eine seiner animierten Werbungen von MTV schuf er Heffer Wolfe, die später auch in Rockos modernes Leben auftreten soll.

## My Dog Zero
My Dog Zero erschien im Jahr 1992 und war Murrays erster Farbfilm. Mit einem Zuschuss beauftragte Murray zwölf Menschen, den Film zu kolorieren. Der Film wurde in den Vereinigten Staaten im Fernsehen ausgestrahlt.

## Rockos modernes Leben
Im Jahr 1993 erstellte Murray die Zeichentrickserie Rockos modernes Leben und war auch ausführender Produzent der bis 1996 produzierten Serie. Ursprünglich erschien Rocko im unveröffentlichten Comic-Buch Travis, welches Murray verkaufen wollte, um den Film My Dog Zero zu finanzieren. Aber der Verkauf des Comic-Buches kam nicht zustande. Nach der dritten Staffel beschloss Murray, dass Stephen Hillenburg die vierte Staffel produzieren sollte. Murray zog sich nach der vierten Staffel ganz zurück, legte eine Pause vom Zeichentrickgeschäft ein und schrieb und illustrierte Kinderbücher.

## Camp Lazlo
Nach der langen Pause entschied sich Murray wieder im Zeichentrickgeschäft einzusteigen. Im Jahr 2005 erdachte er die Zeichentrickserie Camp Lazlo, die er an Cartoon Network verkaufte. Insgesamt wurden fünf Staffeln gedreht, bevor die Serie im November 2007 eingestellt wurde. Am 8. September 2007 gewann der Film Where's Lazlo, der auf der Zeichentrickserie Camp Lazlo basiert, einen Emmy als „Herausragende Animationsproduktion“. Sobald die letzte Staffel von Camp Lazlo gesendet wird, plant Murray im Jahr 2009 einen Kurzfilm namens Fish Head zu produzieren.

## KaboingTV
Murray gründete die Seite KaboingTV, ein Internet-Netzwerk, das nur Cartoons gewidmet ist, die er über eine Crowdfunding-Kampagne auf der Plattform Kickstarter finanzierte. KaboingTV startete am 11. März 2011.

## Filmografie

### Zeichentrickserien
- 1993–1996: Rockos modernes Leben
- 2005–2008: Camp Lazlo
- 2009: Frog in a Suit

### Kurzfilme
- 1987: The Chore
- 1992: My Dog Zero
- 2009: Fish Head

### Fernsehfilme
- 2019: Rockos modernes Leben: Alles bleibt anders

## Bücher

### Selbst geschrieben und illustriert
- 1993: Who Asked the Moon to Dinner (veröffentlicht in Englisch und Koreanisch)
- 2003: The Enormus Mr. Schmupsle!
- 2008: Crafting A Cartoon
- 2010: Creating Animated Cartoons with Character

### Illustriert
- 2003: Funny Cryptograms (geschrieben von Shawn Kennedy)
- 2005: Hugville (geschrieben von Court Crandall)